# マヨネーズ

ミキサーに入ったマヨネーズ（中央）と原材料 後方より時計回りになたねのキャノーラ油（黄色）、マスタード、コショウ、パプリカ、レモン、卵、塩、オリーブ・オイル、リンゴ酢（赤）を使っている

| 項目             | 分量 (g) |
| ---------------- | -------- |
| 脂肪総量         | 72.3     |
| 脂肪酸総量       | 66.3     |
| 飽和脂肪酸       | 6.8      |
| 一価不飽和脂肪酸 | 36.5     |
| 多価不飽和脂肪酸 | 22.9     |
| リノール酸       | 17.8     |
| α-リノレン酸     | 5.0      |

マヨネーズ（仏: mayonnaise）は、食用油・酢・卵を主材料とした半固体状調味料。卵は卵黄のみ使用するものと全卵を使用するものがある。
元来は卵やオリーブ油などで作られるスペイン料理のソースの一種であり、現代ではサラダなどの料理における調味料として利用されている。 日本には油は加えないが類似の風味を持つ合わせ調味料である黄身酢（きみず）がある。

## 解説
日本農林規格(JAS)における「ドレッシングの日本農林規格」、および「ドレッシング及びドレッシングタイプ調味料品質表示基準」では、マヨネーズの定義を
と規定している。
このため、日本国外で生産されたマヨネーズの多くは、日本のJASの基準ではマヨネーズに該当せず、原産国ではマヨネーズの商品名にも拘らず、日本では表記できないため「半固体状ドレッシング」の分類で販売されている。
日本の企業が販売しているマヨネーズは、全卵タイプのもの（市場占有率２位の味の素社製のものなど）も存在するが、最も市場占有率の高いキユーピーの製品は卵黄タイプである。一方、アメリカ圏を始めとして世界では全卵タイプのものが主流である。
日本人の好みに合うように菜種油、大豆油などの癖のない植物油と米酢を主原料にしており、この点でも欧米のものとは風味が異なる。欧米の人々には、日本でマヨネーズを使用したピザが売られていることや、何にでもマヨネーズを使用するマヨラーの存在は奇異に映るが、日本製のものを使用すると、理解を示す。
油分を少なくして、カロリーやコレステロールの摂取を抑え「肥満防止」を謳った製品や、食物アレルギーへの配慮から、卵を使用せずに大豆など植物性原料のみで作った「大豆マヨネーズ」、あるいは「豆腐マヨネーズ」も販売されている。アメリカ合衆国では、Nayonaise がよく知られる。ただし、油分を少なくしたものや、卵を使わないものは、JAS規格から外れるため、JASマークの表示および「マヨネーズ」として表記や販売はできず、「半固体状ドレッシング」や「マヨネーズ風ドレッシング」の品名で販売されている。
マヨネーズには、多くの食用油と不飽和脂肪酸や酸が含まれている。卵や酢の影響で油臭さを感じないように工夫されているが、約70%が脂肪であって、カロリーが高く、1日あたり大さじ1杯以上のマヨネーズを食べることは、摂取者の体質にもよるが、一般的にはカロリー過多となり、栄養学上好ましくないとされる。
登山中の遭難や大地震で倒壊した建物内に閉じ込められるなど、非常事態から生還した人の中に、マヨネーズを摂取し続けて飢えを凌いだ証言があることなどからカロリーは非常に高く、通常状態の人にとっては摂取量を考慮しなければならないレベルの高エネルギー食品である。アメリカの市販マヨネーズには、ホワイトソースと掛けあわせた製品などもあり、名前が同じマヨネーズでも組成は一様ではなく、食事療法に使用する場合には、個々の製品で成分の確認が必要となる。
界面化学上は、O/Wエマルションに分類されており、水の中に油が分散している状態である。水は卵の中のわずかな水分、界面活性剤は、卵黄中のリン脂質である。マヨネーズを製造する際、O/WからW/Oに相転移すると、なめらかな食感は得られず、マーガリンのような、べたついた食感となる。

## 製造法

### 工場での製造例
1. 選別
搬入された鶏卵を検査し選別する。
2. 割卵
割卵機を用いて卵を割る[12]。
3. 混合
卵と、醸造酢、調味料、香辛料を加えた水相をミキサーで攪拌しながら食用油脂を徐々に加え、水中油滴型のコロイドとする。この段階では油滴の粒子は粗い。空気による劣化を防ぐため、減圧下で行われることも多い[12]。
4. 乳化工程
コロイドミルを用いて油滴の粒子を細かくする。コロイドミルとは、テーパー状に先が細くなった凹部を持つ固定子に、これと噛み合うようなテーパー状の回転子を組み合わせたもので、その噛み合いの細い隙間に材料を通過させると、油滴が砕かれ粒径が小さくなる[12]。
5. パッケージ
製品をパッケージに封入し包装する。

- 常温で流通する。

## 容器
ソフトチューブ入り、瓶入り、小型の個包装のパックなどの形で販売されている。ディスペンパックのものもある。
ソフトチューブ入りのものは、スプーンなどの器具を使わずに搾り出すことができる、中の空気を追い出してから蓋を閉めることで、空気に触れると変質が進むマヨネーズの鮮度を保てる特徴がある。搾り出しノズルが星型になっているものが多く、料理の飾り付けが便利になっている。一方、瓶入りのものは密閉性が高く、外気圧に影響されない点が特徴である。日本ではソフトチューブ入りが出回っているのに対して、欧米では瓶入りのものが普及している。
- チューブ入りマヨネーズ
- 瓶入りマヨネーズ

## 語源
現代最も使用される名称はフランス語の Mayonnaise だが、語源は諸説ある。
最も有力とされている地名だけでも、地中海にあるメノルカ島のマオンで作られたため、スペイン語の「Mahonesa」（意味：マオンの）が語源であるとされている。マオン説では、18世紀半ばに小説『三銃士』でも知られるフランス宰相リシュリューの甥の息子ルイ・フランソワ・アルマン・ド・ヴィニュロー・デュ・プレシが、七年戦争の際に名付けたとされている（詳細後述）。当時の名称は salsa de Mahón （マオンのソース）であって、マヨネーズの名で料理に登場するのは、19世紀中ごろである。
『世界ウルルン滞在記』（毎日放送）では、地中海のマヨルカ島がマヨネーズの語源として紹介されていた。

## 歴史
当初、マヨネーズに使われる油はオリーブオイルが一般的だったが、マヨネーズがヨーロッパ全体に広まるに伴って、オリーブオイル以外の油も利用されるようになった。製造過程で卵黄・酢・油を完全に混ぜ合わせて乳化させるのに手間がかかるため、マヨネーズはもともとは高価なソースであった。しかし電動ミキサーが発明され、完全に乳化させたマヨネーズが容易に製造できるようになったため、マヨネーズは安価なものとなり、一気に普及した。

### スペイン起源説
メノルカ島マオン(Mahón)が起源とする伝承によると、18世紀中頃、七年戦争で、当時イギリスに占領されていたミノルカ島を、リシュリュー公率いるフランス軍が攻撃し（1756年、ミノルカ島の海戦）、サン=フェリペ要塞に立籠もるイギリス・スペイン連合軍を包囲した。布陣を終えたリシュリュー公は、当地の飯屋に食事を求めたが、そこで出された、卵と油とレモン果汁を使ったドロっとしたソースをかけた肉料理を激賞した公が、そのソースをパリに伝えた。

### フランス起源説
上記のスペイン起源説に対し、1742年『フレンチ・クックブック』（フランソワ・マリン著）に現代のマヨネーズと似たソースレシピが創作ソースとして掲載されている。

### 日本
日本では、1925年（大正14年）3月9日、キユーピーが発売した「キユーピーマヨネーズ」が、日本産マヨネーズの元祖である。このことから、日本初の「1」にちなんで、毎年3月1日を『マヨネーズの日』としている。
1923年（大正12年）の関東大震災から復興する生活で洋風化が浸透する中で発売したものの、当初はマヨネーズの馴染みのなさや価格の高さから売れ行きは芳しくなく、ポマードと間違えられることもあった。当時は野菜の生食が少なく、缶詰も扱うキユーピー・アヲハタグループは、缶詰のカニやホタテにマヨネーズをつけて試食販売し、マヨネーズの味の認知を図った。
当時は卵は高価でマヨネーズの価格も高く、128グラム入りが50銭、2016年（平成28年）の貨幣価値に換算して約1,700円という、百貨店でしか手に入らない高嶺の花だった。初年度の売り上げは600キログラムだった。当時から積極的な広告宣伝を展開して認知度は高まり、売り上げを伸ばしていく。1941年（昭和16年）の年間出荷量は500トン近くまで達した。この年に太平洋戦争が勃発。原材料が入手困難となり製造を中止し、再開は終戦から3年後の1948年（昭和23年）だった。
大日本帝国陸軍の兵食（給食）でも、マヨネーズは野菜サラダに和えるソースとして食されており、昭和初期に陸軍糧秣本廠が編纂した陸軍公式レシピ集『軍隊調理法』では「軟食」の分類にて卵黄・西洋酢・サラダ油を主体とするマヨネーズの製法が記されている。
昭和30年代以降、キユーピー以外にもマヨネーズ製造へ参入するメーカーが現れる。撤退したメーカーもあったが、後発メーカーの味の素は、卵黄タイプのものを発売していたキユーピーに対抗して、全卵タイプのマヨネーズを1968年（昭和43年）に発売する。味の素製品の発売は、その後の日本のマヨネーズ市場が拡大する結果となった。

## 細菌学的観点から
食品衛生法など、諸法令を遵守し生産され流通するマヨネーズは、水分活性が低く、食酢によって pH が酸性で、細菌が生存できる環境ではない。市販のマヨネーズにサルモネラ菌などの食中毒菌を付着させても、1日から数日で死滅する。
一方、自家製マヨネーズでは「撹拌が十分でない」「酢が少ない」「水で薄まっている」「サルモネラ菌減少までの時間が足りない」などの理由により、食中毒の原因になり得ると指摘されている。

## マヨネーズを使用する主な食べ物
元々は肉料理用のソースであるが、魚介類や野菜に使われることも多い。
- フライ、カツ、唐揚げ、コロッケなどの揚げ物 - タルタルソースより普及が早かったこともあり、定食や家庭料理でタルタルソースに代えて添えられる場合がある。
- ツナ（ツナにマヨネーズを和えたものは「ツナマヨ」とも呼ばれる）
- 海老（海老にマヨネーズソースを付けたものは「エビマヨ」とも呼ばれる）
- イカ焼き（七味唐辛子を和えたマヨ七味につけることもある）
- サラダ（「マヨネーズドレッシング」もしくは 日清の「マヨドレ」など）
- サンドイッチ
- お好み焼き
- たこ焼き
- 焼きそば
- 冷やし中華
- お寿司
- グラタン
- 卵焼き
- 目玉焼き
- ゆで卵
- 焼売
- 餃子
- コールスロー
- フルーツサラダ

など

## マヨネーズに関連した調味料

### マヨネーズとよく合う調味料
- しょうゆ
- とんかつソース
- ケチャップ
- お好み焼きソース
- マスタード

### マヨネーズを使ったソース
- タルタルソース
- オーロラソース
- アイオリソース
- レムラード・ソース
- ベアルネーズソース
- オランデーズソース
- アンダルースソース

## マヨネーズをめぐる主な出来事
- 2002年2月21日にフジテレビで放送されたクイズ$ミリオネアにてマヨネーズにまつわる問題の不備が訴訟に発展した。詳細はクイズ$ミリオネア#訴訟を参照。
- 2022年6月26日 - アメリカ合衆国ジョージア州アトランタ市内のサンドイッチチェーン店、サブウェイの店舗内で、マヨネーズが多すぎるとして逆上した客が店内で銃を発砲。1人が死亡、1人が重傷[20]。

## 主なメーカー
- キユーピー（東京都渋谷区） - 卵黄のみ使用、砂糖不使用。業務用や一部商品には全卵・砂糖使用のものがある
- 味の素（東京都中央区） - 砂糖・全卵使用
- ケンコーマヨネーズ（兵庫県神戸市灘区 / 東京都杉並区） - 卵黄タイプ・全卵タイプ両方生産
- 日本食研ホールディングス（愛媛県今治市） - 業務用のみ
- オタフクソース（広島県広島市西区）
- 盛田（愛知県名古屋市中区）
- エスエスケイフーズ（静岡県静岡市葵区）
- ななくさの郷（埼玉県児玉郡） - 松田のマヨネーズ[21]。日本農林規格(JAS)におけるマヨネーズの定義に当初はちみつが入っていなかったため、法改正のきっかけとなった[22]。